# Ферри, Начо
Игнасио Ферри Хулиа (исп. Ignacio Ferri Julià; родился 5 октября 2004 года, Монтавернер, Испания), более известный как Начо Ферри (исп. Nacho Ferri) — испанский футболист, нападающий клуба «Вестерло».

## Карьера
Начо Ферри — воспитанник «Онтеньенте», «Альсиры» и «Айнтрахт Франкфурт». За резервную команду дебютировал в матче против «Баварии Альценау». В матче против «Рот-Вайсс Хадамар» оформил дубль. Из-за неизвестного повреждения пропустил 44 дня. В матче против «Штайнбах II» 25 марта 2023 года оформил хет-трик. В матче против «Штутгартер Киккерс» получил две жёлтые карточки. За «Айнтрахт Франкфурт» дебютировал 24 сентября в матче против «Фрайбурга».
Играл за сборную Испании до 15 и 19 лет.